# Klang (district)
Klang is een district in de Maleisische deelstaat Selangor.
Het district telt 1.088.942 inwoners op een oppervlakte van 627 km² en is onderdeel van de agglomeratie Groot-Kuala Lumpur (Klang Valley).
Gombak · 
Hulu Langat · 
Hulu Selangor · 
Klang · 
Kuala Langat · 
Kuala Selangor · 
Petaling · 
Sabak Bernam · 
Sepang